# Lippe
El Lippe és un riu de Renània del Nord-Westfàlia, a Alemanya. És un afluent per la dreta del Rin i té 255 km de llargada.
Les fonts del riu es troben a la vora del Teutoburger Wald, a Bad Lippspringe, prop de Paderborn. Flueix cap a l'oest a través de Paderborn, Lippstadt i després pel límit septentrional de la Regió del Ruhr, creuant la ciutat de Hamm i les de Lünen, Haltern am See i Dorsten. El riu s'uneix al Rin a Wesel. A causa dels abocaments industrials i redreçament del curs del riu, el Lippe estava en una desastrosa condició ecològica. Actualment, hi ha mesures per a reviure la fauna fluvial.
En temps de l'Imperi Romà era conegut pel nom de Lúpia (Lupia o Luppia (Λουπίας)) i ja era un riu navegable de Germània. Allà va tenir lloc la batalla del riu Lupia entre les forces romanes de Drus el Vell i els sicambres, l'any 11 aC.

## Afluents
Llista dels afluents majors d'amont cap avall
| afluent esquerra     | afluent dreta | Longitud [km] | Conca [km²] | Cabal [m³/s] | Desemboca a nmsm | km al Lippe | Desemboca a           |
| -------------------- | ------------- | ------------- | ----------- | ------------ | ---------------- | ----------- | --------------------- |
|                      | Thunebach     | 6,7           | 17,6        |              | 133              | 218,8       | Bad Lippspringe       |
| Steinbeke            |               | 10,5          | 25,4        |              | 132              | 218,3       | Bad Lippspringe       |
| Beke                 |               | 17,6          | 49,9        |              | 120              | 214,6       | PB-Marienloh          |
| Pader                |               | 4,5           | 60,7        | 13,7         | 101              | 209,6       | PB-Schloss Neuhaus    |
| Alme                 |               | 59,1          | 763,0       | 92,6         | 99               | 208,8       | PB-Schloss Neuhaus    |
|                      | Thune         | 24,5          | 90,7        |              | 95               | 204,7       | PB-Sande              |
| Heder                |               | 11,8          | 83,9        |              | 83               | 191,8       | Salzk.-Schwelle       |
| Geseker Bach         |               | 10,0          | 130,2       |              |                  | 186,6       | Lippstadt-Garfeln     |
|                      | Glenne        | 45,5          | 324,6       |              | 73               | 170,3       | LP-Cappel             |
| Gieseler             |               | 12,9          | 160,2       | 12,3         | 72               | 168,9       | LP-Hellinghausen      |
| Trotzbach            |               | 20,7          | 55,0        |              |                  | 163,5       | LP-Eickelborn         |
|                      | Quabbe        | 16,6          | 74,2        |              |                  | 146,9       | LP-Lippborg           |
| Ahse                 |               | 50,0          | 441,0       | 66,7         | 57               | 126,3       | Hamm                  |
| Wiescher Bach        |               | 11,1          | 37,0        |              |                  | 118,6       | Hamm-Herringen        |
| Beverbach            |               | 8,3           | 33,0        |              |                  | 109,2       | Bergkamen-Rünthe      |
|                      | Horne         | 12,6          | 42,4        |              |                  | 109,0       | Werne                 |
| Seseke               |               | 31,9          | 319,3       |              | 48               | 96,9        | Lünen                 |
| Dattelner Mühlenbach |               | 9,9           | 41,6        |              |                  | 77,6        | Datteln               |
|                      | Stever        | 58,0          | 924,1       | 128,0        | 35               | 54,8        | Haltern am See        |
| Sickingmühlenbach    |               | 13,8          | 79,0        |              |                  | 46,0        | Marl-Sickingmühle     |
| Rapphofsmühlenbach   |               | 14,1          | 92,9        |              |                  | 34,0        | Dorsten               |
|                      | Hammbach      | 21,5          | 147,6       |              |                  | 31,8        | Dorsten-Holsterhausen |